# Rishiri-Rebun-Sarobetsu-Nationalpark
Der Rishiri-Rebun-Sarobetsu-Nationalpark (jap. 利尻礼文サロベツ国立公園, Rishiri Rebun Sarobetsu Kokuritsu Kōen) ist ein japanischer Nationalpark im nordwestlichen Hokkaidō. Der am 20. September 1974 eröffnete Park umfasst die Inseln Rishiri und Rebun, sowie die Sarobetsu-Ebene mit einer Fläche von 348,25 km². Der Nationalpark ist mit der IUCN-Schutzkategorie II klassifiziert. Das japanische Umweltministerium ist für die Verwaltung des Nationalparks zuständig.

## Flora und Fauna
Der Rishiri-Rebun-Sarobetsu-Nationalpark bietet in den unterschiedlichen Höhenlagen von der Küste bis ca. 1100 m einen Lebensraum für eine Vielzahl an Tier- und Pflanzenarten. Viele migrierende Vogelarten wie beispielsweise Waldsaatgänse zieht es im Frühling und Herbst in den Nationalpark. Daneben trifft man hier u. a. auch auf Seeadler, Pfeifgänse, Schafstelzen, Weidenammern und Mandschurenkraniche.

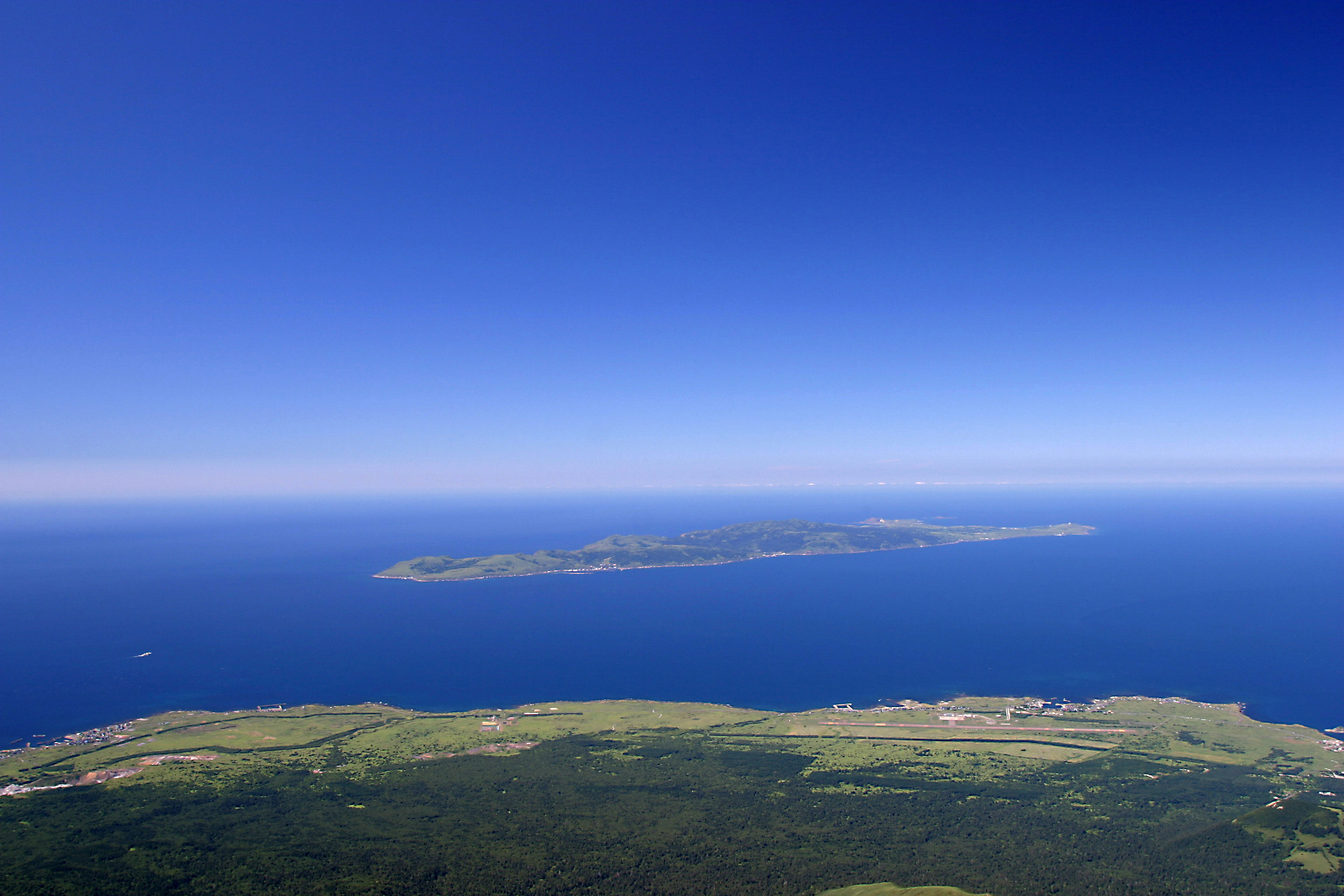
Die Insel Rebun von Rishiri aus gesehen
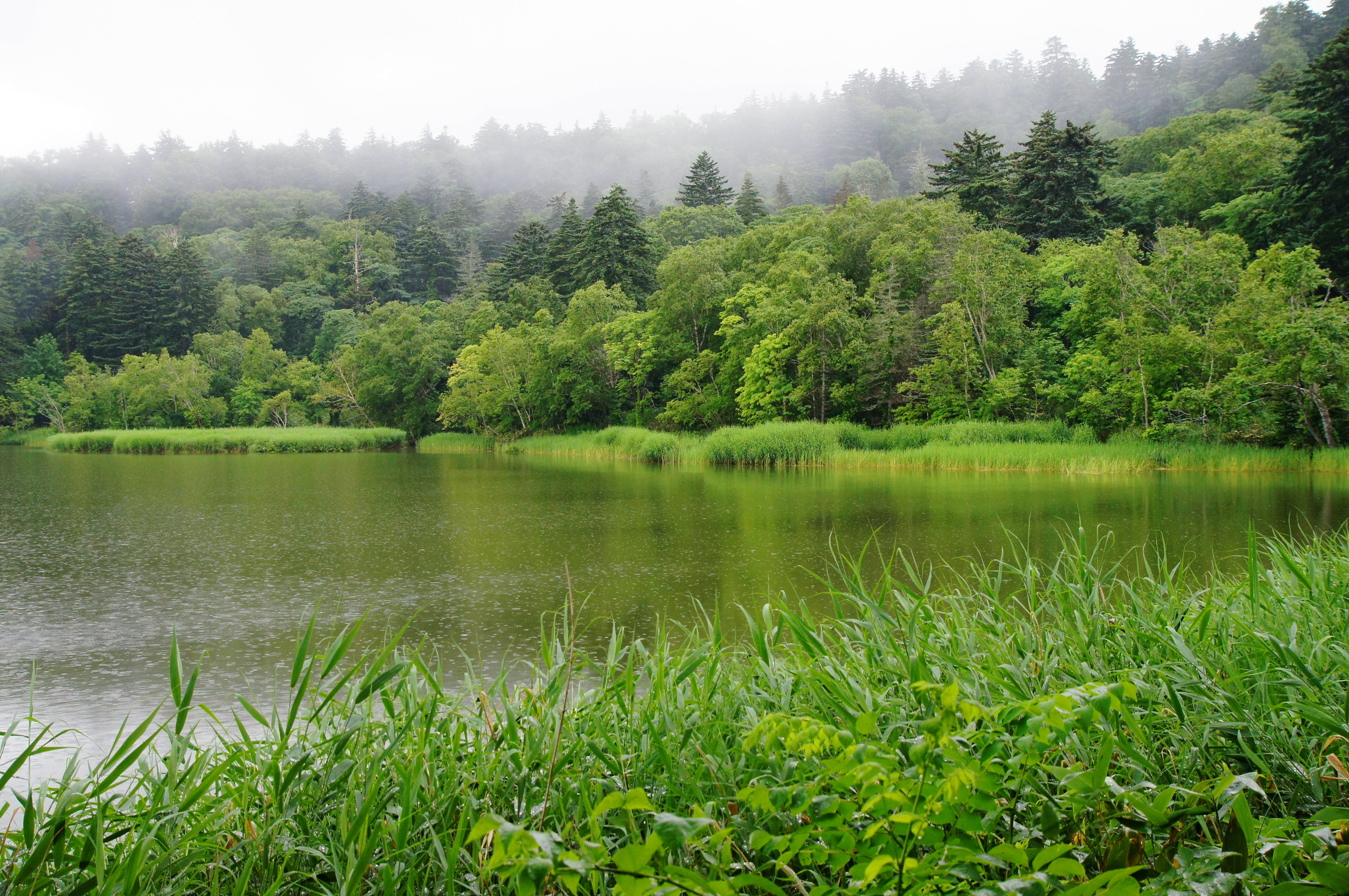
Himenuma im Norden Rishiris
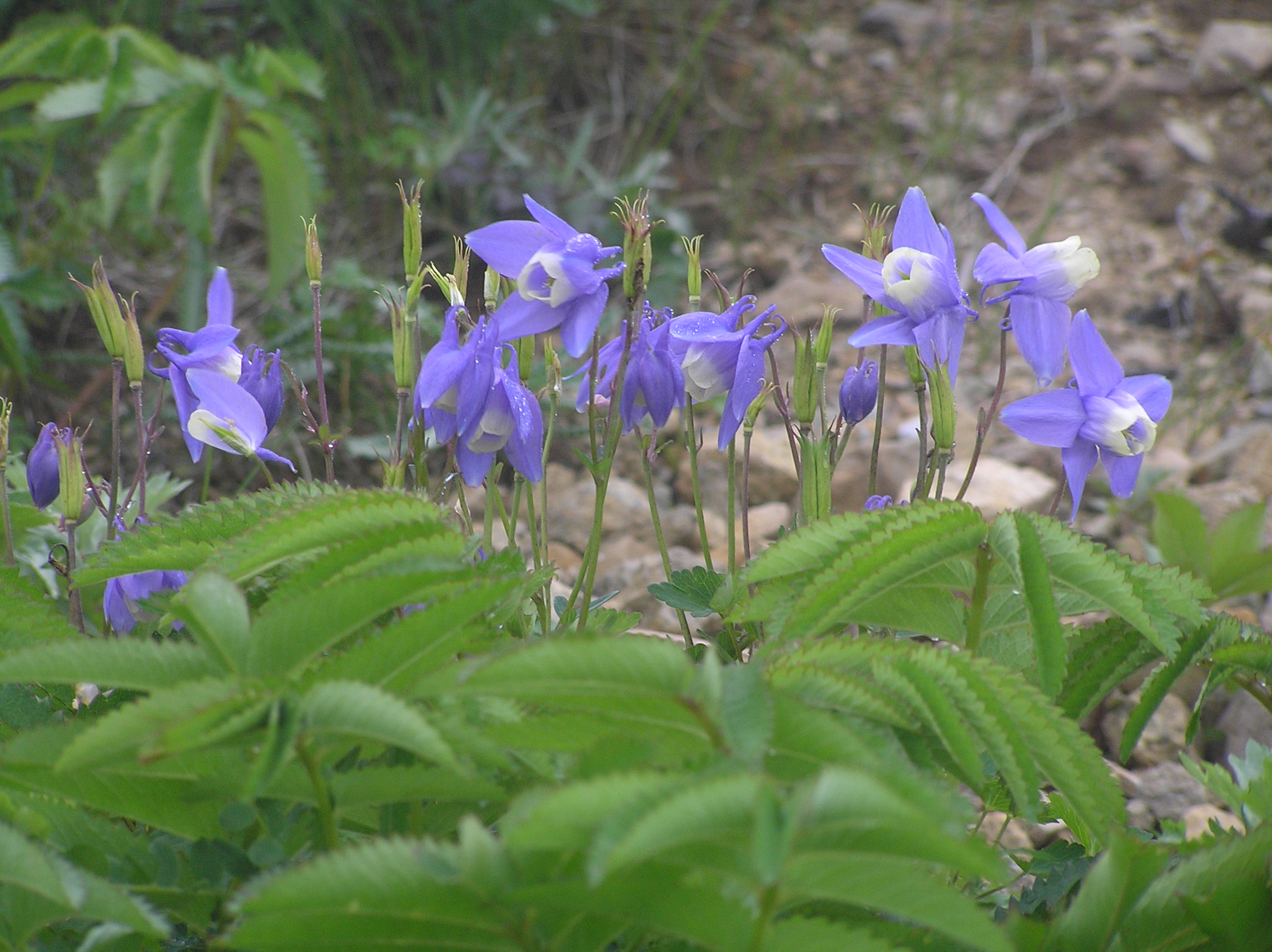
Zwerg-Akelei (Aquilegia flabellata var. pumila)
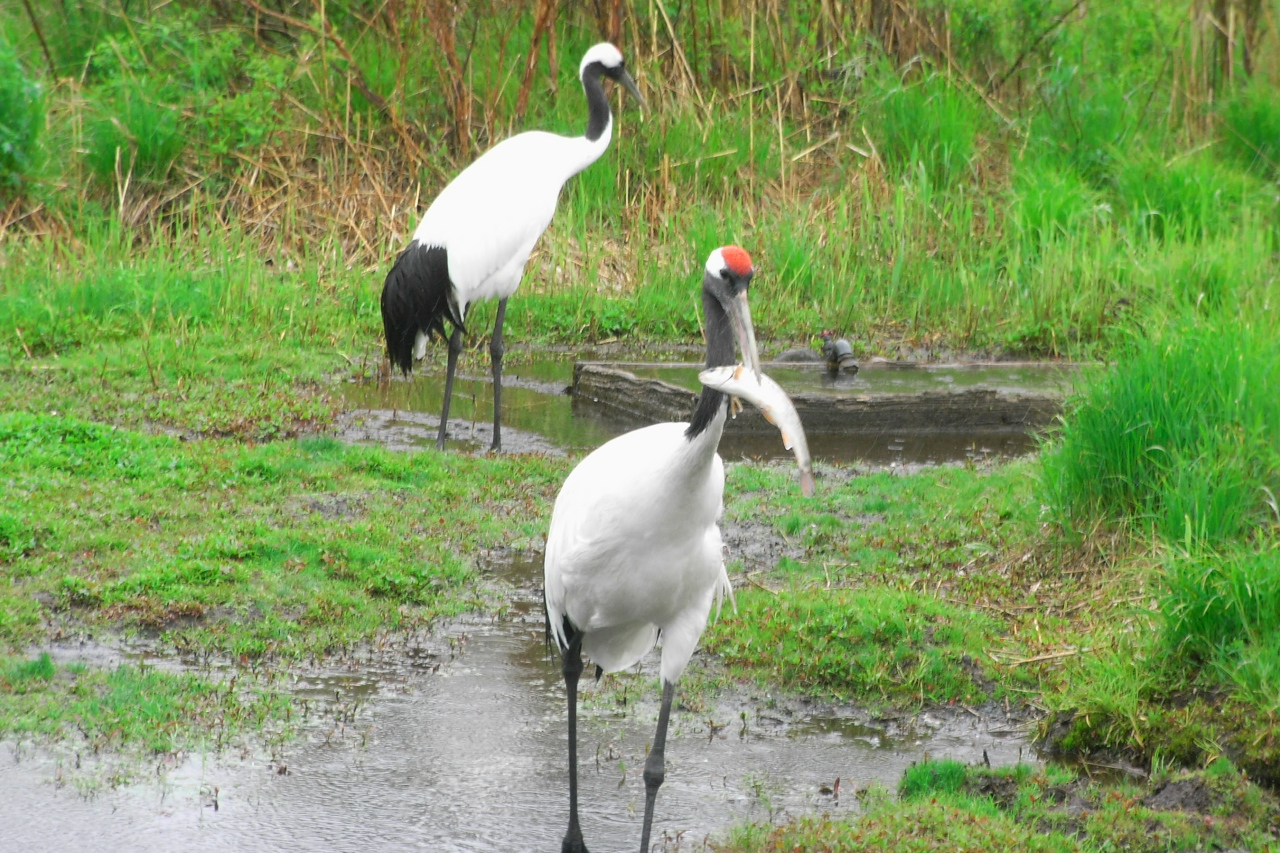
Mandschurenkraniche

## Tourismus
Die jährlichen Besucherzahlen standen zuletzt bei 730.000 (Stand 2013).